# Jules Cloquet
Pour les articles homonymes, voir Cloquet.
Germain Jules Cloquet, né le 18 décembre 1790 et mort le 23 février 1883 à Paris, est un anatomiste et chirurgien français.

## Aperçu biographique
Jules Cloquet est le fils du dessinateur Jean-Baptiste Cloquet et de Claude Lajude. Comme son frère aîné Hippolyte et sa sœur Lise, il est d'abord formé au dessin par son père au collège Saint-Barbe à Paris, mais les deux frères choisissent tous les deux de faire des études de médecine , peut-être à cause des liens d'amitié unissant leur père à Pierre Bretonneau .
Travailleur infatigable, bon dessinateur et anatomiste reconnu par ses pairs, il décrit, dessine et publie des centaines d'éléments d'anatomie normale et pathologique.
Il s'intéresse à l'acupuncture qu'il applique à l'hôpital Saint-Louis et à laquelle il consacre un traité. En 1829, il effectue l'ablation d'une tumeur sous sommeil magnétique au cours de laquelle la patiente ne manifeste aucun signe de douleur mais Dominique-Jean Larrey « regrette vivement que son honorable confrère ait pu croire en l'influence magnétique et se soit laissé induire en erreur par de pareilles jongleries. »
Il est l'un des médecins personnels du général Lafayette. Il meurt le 23 février 1883 à son domicile dans le 8e arrondissement de Paris. À sa mort, il laisse une œuvre considérable concernant l'anatomie.

## Œuvres et publications
- De la squelétopée ou de la préparation des os, etc., Paris, 1815.
- Recherches anatomiques sur les hernies de l’abdomen, Paris, Méquignon-Marvis, 1817.
- Mémoire sur la membrane pupillaire et sur la formation du petit cercle artériel de l’iris, Paris, 1818.
- Anatomie des vers intestinaux ascaride, lombricoïde et échinorhynque, 1818.
- Recherches sur les causes et l’anatomie des hernies abdominales, Paris, Méquignon-Marvis, 1819.
- De la squelétopée et recherches sur les causes et l'anatomie des hernies abdominales, Paris 1819.
- « De l’influence des efforts sur les organes renfermés dans la cavité thoracique », in: Nouveau Journal de médecine, T. 6., Saint-Louis, 1819.
- Anatomie de l’homme ou description et figures lithographiées de toutes les parties de corps humain, 5 volumes, Paris, 1821-1831[8].
- Manuel d’anatomie descriptive du corps humain, 1825-1835. Lire en ligne.
- Mémoire sur les calculs urinaires, 1822.
- Pathologie chirurgicale. Plan et méthode qu’il convient de suivre dans l’enseignement de cette science, 1831.
- Souvenirs sur la vie privée du général Lafayette, 1836, lire en ligne sur Gallica.
- Mémoire sur une méthode particulière d'appliquer la cautérisation aux divisions anormales de certains organes et spécialement à celles du voile du palais, lu à l'Académie des sciences dans sa séance du 26 février 1855, impr. de E. Thunot (Paris), In-8° , 16 p., lire en ligne sur Gallica.
- Mémoire sur les concrétions intestinales (entérolithes, égagropiles etc.), 1855.
- Mémoire sur une méthode particulière d’appliquer la cautérisation aux divisions anormales des certains organes, 1855.
- Discours prononcé à l'inauguration de la statue du baron Larrey, à Tarbes, le 15 août 1864, au nom de l'Académie des Sciences, de l'Institut et de l'Académie impériale de médecine, 1864,Texte intégral.

## Éponymie

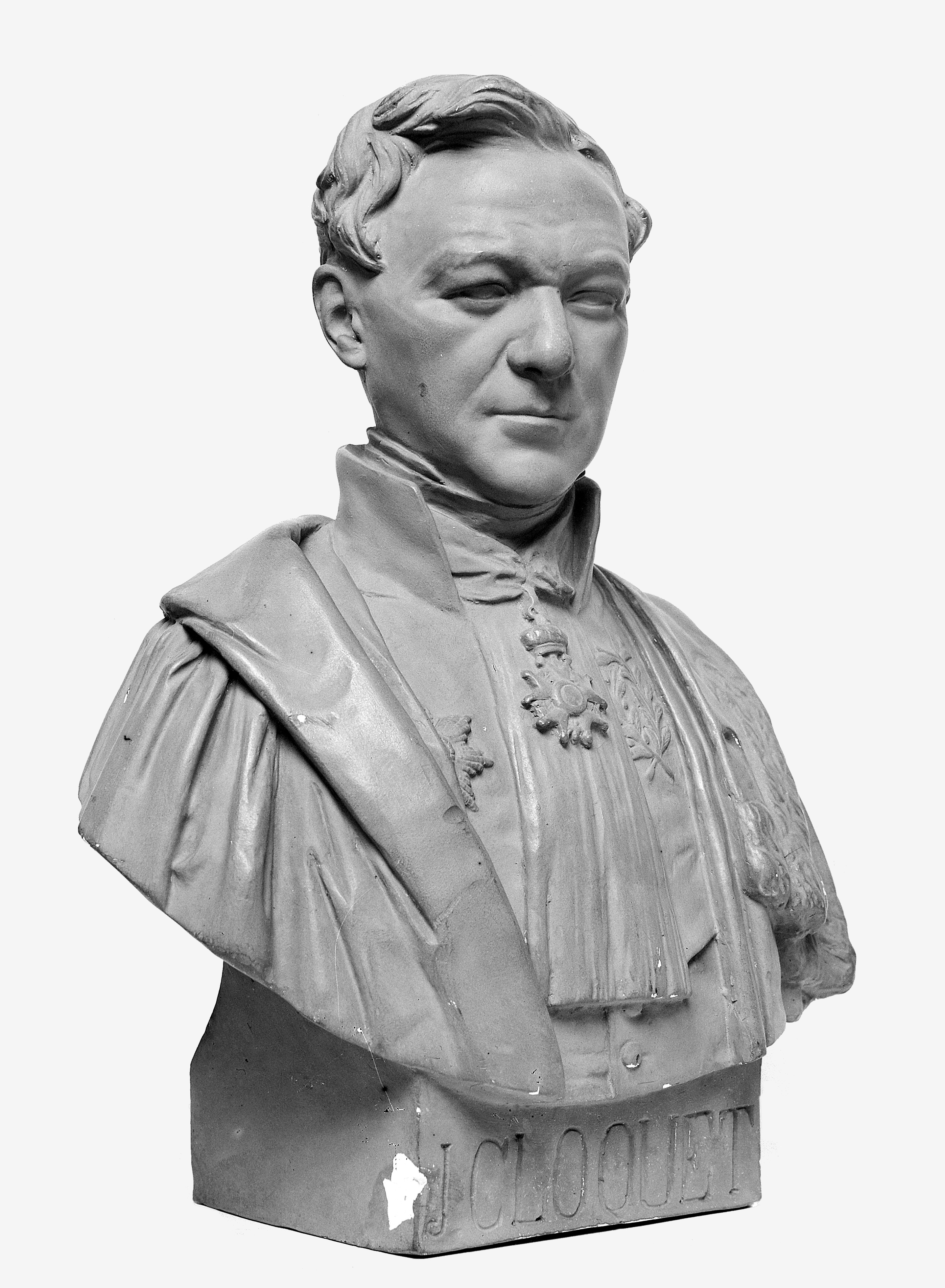
Buste de Jules Cloquet

- Canal de Cloquet[9]: canal hyaloïdien joignant la papille optique au pôle supérieur du cristallin contenant les reliquats embryologiques de l'artère hyaloïde[10].
- Ganglion de Cloquet (ou de Rosenmüller)
- Technique de Bilhaut-Cloquet